# António Sampaio da Nóvoa
António Sampaio da Nóvoa, född 12 december 1954 i Valença, är en portugisisk universitetslärare, tidigare rektor för Lissabons universitet.

I presidentvalet 2016 ställde han upp som oberoende kandidat för vänstern, med stöd av tre tidigare presidenter – António Ramalho Eanes, Mário Soares och Jorge Sampaio, men besegrades. 